# Црква Преображења Господњег у Трновици
Црква Преображења Господњег у Трновици припада зворничко-тузланској епархији, налази се на магистралном путу Бијељина—Зворник.
Темеље и цркву је освештао епископ зворничко-тузлански Василије 2007. године. Градња храма је почела 1. новембра 2001. године.